# Paragonaster tenuiradiis
Paragonaster tenuiradiis is een kamster uit de familie Pseudarchasteridae.
De wetenschappelijke naam van de soort werd in 1893 gepubliceerd door Alfred William Alcock.